# Fize-le-Marsal
Fize-le-Marsal (Waals: Fize-li-Mårsale) is een dorp in de Belgische provincie Luik en een deelgemeente van de gemeente Crisnée. Het was een zelfstandige gemeente tot het bij de fusie van 1965 toegevoegd werd aan de gemeente Crisnée.
Fize-le-Marsal ligt in Droog-Haspengouw in het zuidwesten van de gemeente Crisnée. De dorpskom ligt ten zuiden van de weg van Sint-Truiden naar Luik die over het grondgebied van de deelgemeente loopt. De zuidgrens ervan wordt sinds 1977 gevormd door de autosnelweg A3/E40. Fize-le-Marsal is een landbouwdorp dat zich stilaan ontwikkelt tot een woondorp.
De Meester van de Calvarie van Fize-le-Marsal is naar deze plaats genoemd.

## Bezienswaardigheden
- De Sint-Martinuskerk (Église Saint-Martin) heeft een romaanse toren die in 1822 verhoogd werd. Schip en koor werden herbouwd in 1607 en hersteld in 1822 toen ook de zijbeuken vernieuwd werden. Rond de kerk ligt een ommuurd kerkhof.
- In de dorpskom staat een paardenkastanje (Marronnier) die in 1984 werd beschermd als monument.
- Ten westen van het dorp ligt de Tumulus van Hodeige in een naburige gemeente.

## Natuur en landschap
Ten oosten van het dorp ligt een Romeinse steenweg (Verte Chaussée) die van Tongeren naar Namen loopt. De hoogte aan de kerk bedraagt 138 meter.

## Demografische ontwikkeling
- Bronnen:NIS, Opm:1831 tot en met 1961=volkstellingen

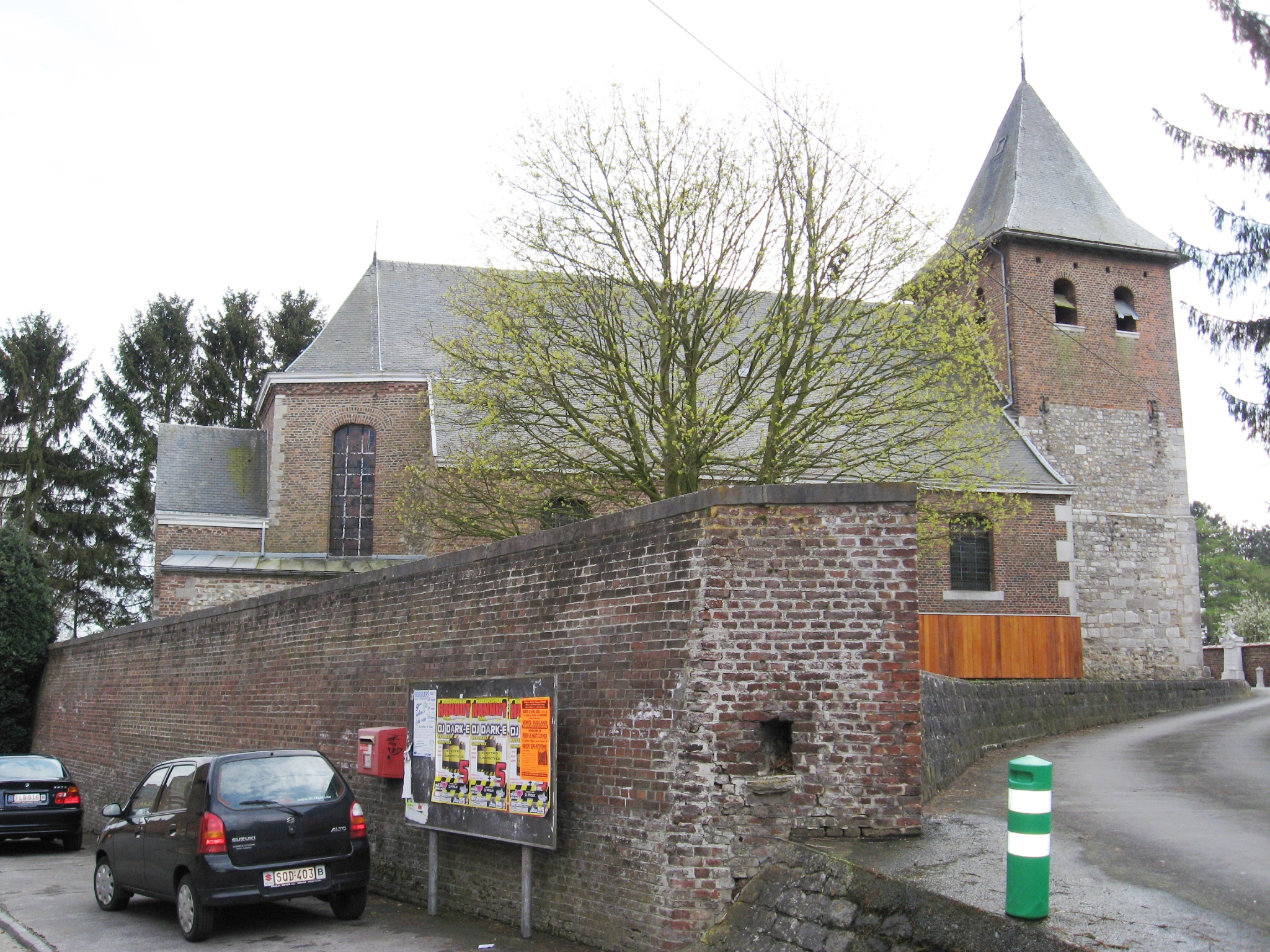
De Sint-Martinuskerk

## Nabijgelegen kernen
Crisnée, Lens-sur-Geer, Momalle. Kemexhe